# 奎伊縣 (新墨西哥州)
奎伊縣（英語：Quay County）是美国新墨西哥州東部的一個縣，東鄰德克萨斯州，面積7,464平方公里。根據2020年美國人口普查，共有人口8,746人。縣治圖克姆卡里。該縣成立於1903年1月28日，縣名紀念支持該州建州的宾夕法尼亚州聯邦參議員馬修·奎伊。